# Domingo Fletcher
Domingo Fletcher Valls (Valencia, 19 de agosto de 1912 - Íbid., 31 de agosto de 1995) fue un arqueólogo español, dedicado al estudio de las culturas prehistóricas de las tierras valencianas. Fue durante tres décadas director del Servicio de Investigación Prehistórica de Valencia.

## Biografía
Domingo Fletcher Valls nació en la ciudad de Valencia, el 19 de agosto de 1912.
Estudió Bachillerato en el Instituto Luis Vives. En 1934 se licenció en Filosofía y Letras en la Universidad de Valencia, recibiendo el Premio Extraordinario. En Madrid, estudió el doctorado. Profesor Ayudante de Prehistoria y Arqueología de la Universidad Central desde 1933.
Participó en numerosas excavaciones como la de Cueva de la Pileta de Benaoján (Málaga), en el Cabezo del Tío Pío de Archena (Murcia), en la Cova Negra en Játiva, en la Bastida de les Alcuses de Mogente, en el Tossal de Sant Miquel en Liria (Valencia).
Coincidió en la Universidad con los profesores Luis Gonzalbo París, catedrático de Arqueología, Epigrafía y Numismática y Luis Pericot García, catedrático y subdirector del Servicio de Investigación Prehistórica de Valencia.
La colaboración de Pericot García con Isidro Ballester Tormo, que en 1927 había fundado el Servicio de Investigación Prehistórica, llevó a que Domingo Fletcher, entre otros alumnos comenzara a colaborar en las investigaciones y excavaciones del SIP. 
En 1931 Domingo Fletcher fue nombrado agregado del Servicio y en 1932, colaborador.
Desde 1932, siendo él muy joven, estuvo relacionado con el Servicio de Investigación Prehistórica de Valencia, participando en alguna de sus excavaciones arqueológicas. Como investigador destacan sus estudios sobre plomos e inscripciones ibéricas. Desde 1951 hasta su jubilación en 1982 —al cumplir los setenta años— ocupó el puesto de director del Servicio de Investigación Prehistórica de Valencia y del Museo de Prehistoria de Valencia, quedando desde 1984 como director honorario del Servicio de Investigación Prehistórica de Valencia y del Museo. También fue Jefe de la sección de Prehistoria en Valencia del CSIC.
Ya en 1932 figura en las Memorias de la Diputación de Valencia como colaborador del SIP. Desde entonces su vida profesional y su pasión por la arqueología estarían vinculadas a esta institución primero como colaborador del director Isidro Ballester Tormo, y desde 1950 como director del SIP y del Museo de Prehistoria, cargo en el que permaneció hasta su jubilación en el año 1982 en que concluye una trayectoria ejemplar de la que brillan por igual su trabajo como investigador y la dedicación al patrimonio arqueológico, que se traduce en las excavaciones y en las colecciones del  Museo de Prehistoria.
Su gestión investigadora y museística contó siempre con el reconocimiento de la Diputación de Valencia, que, tras su fallecimiento en 1995, dio su nombre desde 1996 al Museo de Prehistoria de Valencia.